# Дора Христова
Дора Георгиева Христова е българска хорова диригентка и бивша преподавателка по специалност „Камерни вокални ансамбли“ в Академията за музикално, танцово и изобразително изкуство, Пловдив.

## Биография
Родена на 1 март 1947 г. в с. Дъбово, Казанлъшко. През 1966 г. завършва средното си образование в Първа английска гимназия, след което е приета както в Българска държавна консерватория, така ВИИ – специалност „Външна търговия“. Дипломира се през 1971 г. със специалности „музикално педагогика" и „хорово дирижиране“. По-късно, през 1991 г. се дипломира и в Школата към Външно министерство със специалност „Международни икономически отношения в областта на изкуството и духовната култура. Била е втори диригент на детския радиохор и на Смесения хор на БНР.
Професионалната квалификация на Дора Христова започва като асистент-диригент в Детския радиохор (1971 – 1972), диригент на мъжкия хор при Ансамбъла за песни и танци на Българската народна армия (1972 – 1973), диригент (1974 – 1977) на хора при АНП на БР – приел по-късно името „Мистерия на българските гласове“, диригент на Смесения хор на БНР (1977 – 1990), главен художествен ръководител на АНП при КТР/ 1988 – 1990/ и диригент на вокален ансамбъл „Мистерия на българските гласове“ (от 1988 г. до днес). През тези години Д. Христова работи и в самодейността като диригент на Смесения хор в Самоков (златен медал на републикански фестивал на художествената самодейност), Смесения хор в Ботевград (златен медал на IV републикански фестивал). Д. Христова оказва методическа помощ на самодейни състави в окръга (Своге, Ихтиман), участва в журита на прегледи на фолклорните хорове.
Реализирала е над 250 аудиозаписа в БНР и БНТ, над 50 телевизионни филма за БНТ, осъществила е записи на музиката към множество игрални филми (вкл. на френския филм „Бункер Палас Хотел“), видеоигри и пр. Автор е на хармонизации и аранжименти на български народни песни, теоретични студии, рецензии, критики и др., както и на книгата „Изкуството на фолклорните камерни ансамбли“. Вокалният ансамбъл „Мистерия на българските гласове" под ръководството на ѝ (1987 г.) е гастролирал в почти всички държави в Европа, Северна и Южна Америка, Азия, Индия и е изнесъл над 900 концерта в най-престижните световни концертни зали: „Роял фестивал хол“ (Лондон), „Ейвьри Фишър хол“ (Линкьлн център и Метрополитен опера, Ню Йорк), Кенеди център (Вашингтон), Концертгебаум (Амстердам) и др.
През 1990 г. заедно с „Мистерията на българските гласове“ получава диплом за принос по повод присъждането на американска награда „Грами" за продуцентство на II част на аудиосерията на швейцарския продуцент Марсел Селие „Lе Mystere des Voix Bulgares“". През 1994 хорът е номиниран за „Грами“ за CD „Ritual". Под нейно ръководство вокалният ансамбъл „Мистерия на българските гласове“ участва в престижни световни музикални форуми като италианския CD „Пиперо“, изкачил се на върха на телевизионната класация на RAI UNO „Ватикана поздравява света с 21 век“, концерт по време на визитата на Папа Йоан-Павел Втори в България, концерт в Торино (Италия) по време на срещата на 7-те най-развити икономически страни, концерт по повод подписването на документите за присъединяването на България към ЕС на 24 – 25 април 2005 г. в Люксембург и др.
През 1985 г. Д. Христова защитава докторска дисертация в областта на хоровото изкуство, а от 2001 г. е доцент в Академията за музикално, танцово и изобразително изкуство – Пловдив, като успоредно с това изнася лекции в чуждестранни университети по време на гастролите си с „Мистерията на българските гласове“. В периода 1977 – 1979 г. е заместник-председател на СБМТД. Тя е носителка на Орден „Кирил и Методий“ – първа степен, „Златна лира“ и „Кристална лира“ на СБМТД, Голямата награда на Салона на изкуствата на НДК – 2002 г., множество грамоти и дипломи на СБК за първо изпълнение на българско произведение.
Нейната втора специалност „Международни икономически отношения в областта на изкуството и духовната култура“ ѝ помага успешно да организира и ръководи международните изяви на Вокалния ансамбъл „Мистерия на българските гласове“.
През 2011 година регистрира индивидуално търговска марка „Мистерията на българските гласове“, въпреки предишните регистрации на Марсел Селие и БНТ. През 2020 година дългогодишната солистка на хора Олга Борисова в открито писмо до медиите нарича този акт узурпация и присвояване на дългогодишния общ труд, създал „Мистерията на българските гласове“.